# Le Grand Jury
Pour les articles homonymes, voir Grand jury.
Le Grand Jury est une émission audiovisuelle hebdomadaire consacrée à la politique française créée en octobre 1980.
L'émission fut diffusée le dimanche en avant-soirée jusqu'en 2015, simultanément à l'antenne de la station de radio RTL et sur la chaîne Paris Première (après LCI de 1997 à 2023), en partenariat avec le quotidien Le Figaro, qui en retranscrit les grands moments dans son édition du lundi. Depuis septembre 2015, l'émission passe à la mi-journée.

## Principe
Chaque semaine, un invité politique répond aux questions de trois journalistes : Olivier Bost (chef du service politique à RTL), Jim Jarrassé (rédacteur en chef du service politique du Figaro) et Pauline Buisson (journaliste de M6).

## Historique
Sous la présidence de Jacques Rigaud, Le Grand Jury est créé à son initiative à celle de Michèle Cotta, alors chef du service politique de RTL, et André Laurens, alors adjoint au chef du service politique du Monde.
Diffusée le 7 octobre 1980, la première émission, intitulée RTL, Le Monde et vous, accueille Simone Veil. L'émission associe les auditeurs de RTL et les lecteurs du quotidien Le Monde à la préparation des questions posées à la personnalité politique et elle se déroule le premier et le troisième mardi du mois. L'émission est rebaptisée par la suite L'émission RTL-Le Monde.
À partir d'avril 1981, l'émission renommée Le Grand Jury RTL-le Monde est diffusée chaque dimanche de 18 h 15 à 19 h 30 jusqu'en 1989 et devient ainsi une émission politique hebdomadaire face au Club de la presse fondé en octobre 1976 sur Europe 1.
À partir de septembre 1989, Le Grand Jury est diffusé de 18 h 30 à 19 h 30 avec un invité interrogé par deux journalistes (plus un animateur des débats) au lieu de quatre auparavant.
De 1987 à 1988 l'émission est diffusée sur M6 en différé puis en direct puis aussi à partir de 1988, l'émission est également diffusée à la télévision, d'abord sur la chaîne câblée Paris Première jusqu'en 1994 en différé de 20 heures à 21 heures, puis sur RTL TV (devenue RTL9) en direct à partir d'août 1994 jusqu'en 1997. Avant l'élection présidentielle française de 1995, l'émission se dote d'un nouveau décor et accueille un public.
En septembre 1997, l'émission est toujours diffusée en direct sur RTL. L'émission passe de Paris Première à la chaîne d'information en continu LCI.
En septembre 2005, Le Figaro remplace Le Monde comme partenaire presse de l'émission à la faveur d'une augmentation du capital dans le journal Le Monde du groupe Lagardère, propriétaire de la station de radio concurrente Europe 1.
En 2020, après quarante ans d'existence, il s'agit de la plus ancienne des émissions politiques françaises encore diffusée, télévision et radio confondues.
En 2023, l'émission quitte LCI et revient sur la chaîne Paris Première pour une diffusion en clair.

### Identité visuelle (logotype)
L'émission change d'identité visuelle à l'automne 2016 à l'occasion du changement de logo de LCI.

Logo de l'émission de 2008 à l'automne 2016.
Logo de l'émission de l'automne 2016 au 22 avril 2018.
Logo depuis le 22 avril 2018.

## Historique des intervieweurs

### Journaliste pour RTL
Direction du débat :
- de septembre 1980 à juin 1985 : Gilles Leclerc
- de septembre 1980 à  juin 1981 : Michèle Cotta
- de 1981 à 1996 et de 1999 à janvier 2001 : Philippe Alexandre[1]
- de 1987 à 1988 : Serge Molitor
- 1988 : Philippe Caloni, Jacques Esnous et Jean-Pierre Defrain
- de septembre 1990 à juin 1991 : Olivier Mazerolle[11]
- de septembre 1991[12] à juin 1993[13] : Henri Marque
- de septembre 1993 à juin 2001[14] : Olivier Mazerolle (Richard Arzt et Jean-Pierre Defrain en remplacement)
- de septembre 2001[15] à juin 2003[16] : Patrick Cohen
- de septembre 2003[17] à juin 2005[18] : Ruth Elkrief
- de septembre 2005 à juin 2012 : Jean-Michel Aphatie[19] (Philippe Corbé jusqu'en juin 2011 puis Alba Ventura (2011) et Jérôme Chapuis en remplacement)
- de septembre 2012 à juin 2015 : Jérôme Chapuis[20]
- septembre 2015-juin 2016 : Élizabeth Martichoux [21]
- septembre 2016-juin 2017 : Olivier Mazerolle
- de septembre 2017 au 10 juillet 2022 : Benjamin Sportouch[22] (Vincent Derosier et Olivier Bost en remplacement).
- À partir de 28 août 2022 : Olivier Bost

### Journaliste pour LCI
- de septembre 1997[8] à décembre 2008 : Pierre-Luc Séguillon
- de janvier 2009 à juin 2015[23] : Éric Revel
- de septembre 2015 à juin 2019 : Christophe Jakubyszyn
- de septembre 2016 à juin 2019 : Audrey Crespo-Mara (joker) et Julien Arnaud (joker) et Christophe Jakubyszyn[24]
- de septembre 2019 à juin 2023 : Adrien Gindre

### Journaliste pourLe Monde
- à partir de 1980 : Elie Vannier[1]
- dans les années 1980 : André Laurens
- 1988 : André Passeron et Olivier Biffaud
- 1993 : Pierre-Angel Gay
- jusqu'en décembre 2004 : Gérard Courtois[25].

### Journaliste pourLe Figaro
- de septembre 2005 à décembre 2007 : Nicolas Beytout[26]
- de décembre 2007 à juin 2012 : Étienne Mougeotte
- de décembre 2012 à 2019 : Alexis Brézet
- depuis septembre 2015 : Guillaume Roquette[27]
- de 2020 à février 2022 et depuis le 28 août 2022 : Marion Mourgue
- depuis mars 2022 : Jim Jarrassé

### Journaliste pour M6
- Pauline Buisson